# Приволжский район (Казань)
Приволжский район (тат. Идел буе районы)  — один из семи районов в городе Казани.
Крупнейший по территории район Казани, занимающий южную часть города.
На территории Приволжского района расположены один из трёх самых крупных в городе и первый среди них по времени начала сооружения (1970-е гг) «спальный» район Горки (восточная часть района), несколько посёлков, множество крупных промышленных предприятий, больничный городок РКБ/ДРКБ/НИИТО. От района к Международному аэропорту «Казань» идёт автотрасса и имеется линия городской электрички.
В районе сосредоточено наибольшее количество объектов Универсиады-2013, включая её Деревню, которая до и после неё используется как студенческий кампус и федеральный центр подготовки сборных команд России, гребной канал на озере Средний Кабан и другие.
В районе продолжается уплотнение существующих и строительство новых «спальных» микрорайонов массовой жилой застройки — Горки-3, экопарк Дубрава, Солнечный город. Согласно генеральному плану развития города, планируются реновация Старо- и Ново-Татарских слобод на северо-западе района и территорий промышленной, складской, частной и прочей малоценной застройки в юго-западной части района, а также развитие промзоны южнее Давлекеево за счёт предприятий, выводимых из центральных частей города, и сооружение новых кварталов массовой многоэтажной застройки — микрорайона Южный (по Оренбургскому тракту южнее РКБ) и не меньшего чем Горки нового «спального» района Медянский-Новые Горки (юго-восточнее Горок) на вновь присоединённых к городу (в 1998—2004 годах) неиспользовавшихся территориях.
Также к району будет примыкать планируемый к созданию город-спутник Смарт-Сити.

## История
В 1918 году были учреждены районы Железнодорожный (западная незаречная часть города) и Плетенёвский (южная часть города). В 1919 году Железнодорожный район был переименован в Забулачный. В 1920 году Забулачный и Плетенёвский районы были объединены в Забулачно-Плетенёвский, который в 1926 году был переименован в Нижегородский, а в 1931 году — в Сталинский. В 1942 году из северо-восточной части Сталинского района был выделен Свердловский район. В 1956 году Свердловский район был присоединён обратно к Сталинскому, который был переименован в Приволжский.
В середине 1990-х — начале 2000-х годов в выделенных из северного территориального аппендикса Приволжского района центральной и южной частях одноимённой исторической слободы (вдоль улиц Тукая и Нариманова от улицы Татарстан до площади Вахитова) действовала имевшая отдельную администрацию особая префектура Старо-Татарская слобода, которая позже, при муниципальной реформе, была присоединена к Вахитовскому району как один из его учётных жилых комплексов. Южная часть слободы с территориями промышленных предприятий Нефис Косметикс, КМИЗ, Радиоприбор осталась в Приволжском районе.
С конца 2010 года администрации Приволжского и Вахитовского районов объединены (на базе администрации Приволжского района).

## Население
| 1939     | 1959     | 1970     | 1979     | 1989     | 2002     | 2003     |
| -------- | -------- | -------- | -------- | -------- | -------- | -------- |
| 88 133   | ↗122 371 | ↗154 630 | ↗160 275 | ↗213 598 | ↗222 602 | ↘219 600 |
| 2004     | 2005     | 2006     | 2007     | 2009     | 2010     | 2012     |
| ↗221 800 | ↘217 995 | ↗218 105 | ↗218 814 | ↗219 991 | ↗227 755 | ↗230 954 |
| 2013     | 2014     | 2015     | 2016     | 2017     | 2018     | 2019     |
| ↗234 085 | ↗238 829 | ↗244 669 | ↗248 762 | ↗250 915 | ↗253 036 | ↗253 053 |
| 2020     | 2021     | 2023     |          |          |          |          |
| ↘252 499 | ↗272 527 | ↗272 724 |          |          |          |          |

## Экономика
На территории Приволжского района действуют 47 промышленных предприятий, которые представляют различные отрасли народного хозяйства, такие как машиностроение и металлообработка, химическая и нефтехимическая промышленность, электроэнергетика, чёрная металлургия, лесная и деревообрабатывающая промышленность, а также лёгкая, пищевая и промышленность строительных материалов.
Предприятиями района производится широкий ассортимент продукции: тепловая и электрическая энергия, приборы учета и контроля, радиотехническое оборудование, запчасти к автомобилям, насосы, металлоконструкции, железобетонные изделия, бетон, медицинский инструментарий и техника, каучуки, латексы, формовые и неформовые резинотехнические изделия, сырые резины, нетканое полотно, картон, пластикаты, линолеум, полиграфическая продукция, бытовая химия, парфюмерия и косметика, молочные продукты, сыры, майонез, вино-водочные изделия, пиво, безалкогольные напитки и прочие.
Наибольший удельный вес в экономике района занимает пищевая промышленность (33,2 %). Именно к этой отрасли относятся наиболее крупные предприятия района, такие как ОАО «Пивоваренное объединение „Красный Восток-Солодовпиво“» выпускающие широкий ассортимент пива, филиалы ОАО «Татспиртпром» «Казанский ликероводочный завод» и «Винзавод „Казанский“», которые выпускают ликероводочную продукцию, коньяк и вина, а также ЗАО «Комбинат молочных продуктов „Эдельвейс-М“» и ОАО «Вамин-Татарстан», производящие широкий ассортимент молока и молочных изделий, сыров, майонеза.
Химическая и нефтехимическая отрасль представлена такими предприятиями как ОАО «Нэфис», которое занимает лидирующие позиции на всех отечественных товарных рынках бытовой химии, ЗАО Камско-Волжское АО «КВАРТ» — крупнейшее предприятие-изготовитель резинотехнической продукции для всех отраслей экономики, в том числе предприятия автомобильной, авиационной, нефтедобывающей отраслей, ОАО «Казанский завод синтетического каучука» — производит уникальную высококачественную продукцию: тиоколы, силиконы, каучук СКБ, герметики, полиэфиры, латексы, а также продукция строительного назначения.
Отрасль машиностроения представлена в районе наиболее широко, в неё входит семь предприятий, самые крупные из которых ОАО «Вакууммаш», ОАО «Теплоконтроль». ОАО «Вакууммаш» производит насосы и вакуумные агрегаты, ОАО «Теплоконтроль» осуществляет производство измерительных приборов, средств автоматизации и запчастей к ним. ОАО «Теплоконтроль» является крупнейшим предприятием по выпуску теплоизмерительной продукции. ОАО «Радиоприбор» и ОАО «Казанский электротехнический завод» производят спецпродукцию. ОАО «Радиоприбор» производит различное оборудование и запчасти для топливно-энергетического комплекса, гражданской авиации и автомобильной промышленности, а также агропромышленного комплекса.
На территории района расположены предприятия ОАО «КМИЗ», ЗАО «Микрон-Холдинг», ООО «Полимерные изделия», которые производят уникальное медицинское оборудование и другую продукцию медицинского назначения, запчасти к ней. ОАО «КМИЗ» является крупнейшим в России и Европе производителем медицинского инструментария и техники, выпускающим медицинские инструменты и оборудование для стоматологии, микрохирургии, гинекологии, акушерства, урологии, офтальмологии и других.
Отрасль электроэнергетики представлена такими предприятиями, как филиал ОАО «Генерирующая Компания» «Казанская ТЭЦ-1», филиал ОАО «Сетевая Компания» «Приволжские электрические сети», МУП «Казэнерго» и ОАО «Энерготех». Эти предприятия осуществляют производство и отпуск как тепла, так и электроэнергии.
Производство полиграфической и картонажной продукции в районе представлено ООО «УПП „Картонажно-полиграфические изделия“». Всероссийским обществом инвалидов предприятие неоднократно признано лучшим предприятием России среди подобных.
Лёгкая промышленность района представлена 3 предприятиями, самое крупное из которых ЗАО «Казанский завод искусственных кож», которое производит плёночные материалы, линолеумы, картон, а также обувные детали, ООО «Татвойлок»- предприятие производящее валенную обувь.
Отрасль по производству строительных материалов и бетона представлена предприятиями: ОАО «Завод ЖБИ „Элеваторстрой“», филиал ООО «СК „Оримекс-Сувар“» завод ЖБИ, ООО «КСК „Булгар“».
150 кафе, бистро и ресторанов, среди которых рестораны «Золотая подкова», «Амфитеатр „Танго“», «Колос», «Макдоналдс»; 108 предприятий бытового обслуживания, 32 АЗС, 24 круглосуточные автостоянки, 6 рынков, в том числе и крупнейший рынок района — Приволжский рынок, предоставляют разнообразные услуги населению.

## Руководители

### Первые секретари райкома РКП(б)/ВКП(б)/КПСС[25]
- Блусевич, Анна Фёдоровна (сентябрь 1918 - март 1919)
- Ромашев (март 1919 - июль 1919)
- Страутман, Арнольд Яковлевич (июль 1919  - август 1921)
- Кальченко, Василий Афанасьевич (сентябрь 1921 - июль 1923)
- Князев, Пётр Васильевич (июль 1923 - март 1924)
- Терский, Андрей Алексеевич (апрель 1924 г - сентябрь 1924)
- Клеймёнов, Александр Петрович (октябрь 1924 - август 1925)
- Прусаков, Михаил Дмитриевич (сентябрь 1925 - март 1927)
- Абрамов, Киям Алимбекович (апрель 1927 - ноябрь 1928)
- Мухетдинов (декабрь 1928 - март 1929)
- Альмухамедов, Гумер Камалович (март 1929 - май 1930)
- Шакиров, Бакир Шакирович (май 1930 - март 1931)
- Анцишкин, Николай Иванович (июнь 1931 - январь 1932)
- Мангушев, Мустафа Хасанович (февраль 1932 - май 1933)
- Сибгатуллин, Хайбик Муслимович (июнь 1933 - январь 1935)
- Юнусов, Абдулла Якубович (январь 1935 - октябрь 1935)
- Иоффе, Соломон Саулович (октябрь 1935 - декабрь 1936)
- Исламов, Якуп Исламович (январь 1937 - апрель 1937)
- Фомичёв, Василий Александрович (апрель 1937 - ноябрь 1937)
- Гильмутдинов, Залял Гильмутдинович (ноябрь 1937 - май 1938)
- Зайцев, Николай Иванович (май 1938 - март 1940)
- Гаязутдинов, Афзалютдин Гаязутдинович (март 1940 - январь 1941)
- Тышкевич, Дмитрий Михайлович (январь 1941 - май 1942)
- Гараст, Анастасия Фоминична (май 1942 - март 1944)
- Устинов, Порфирий Устинович (апрель 1944 - май 1951)
- Пятакова, Александра Михайловна (май 1951 - май 1955)
- Минушев, Салих Халилович (май 1955 - январь 1957)
- Малинкин, Николай Иванович (январь 1957 - ноябрь 1961)
- Бондаренко, Александр Иванович (ноябрь 1961 - февраль 1962)
- Емалетдинов, Юнер Фасхетдинович (февраль 1962 г - сентябрь 1966)
- Садыков, Ильдус Харисович (сентябрь 1966 - январь 1970)
- Юсупов, Гумер Ахтямович (январь 1970 - май 1973)
- Галеев, Ильдус Хамитович (май 1973 - ноябрь 1980)
- Идиатуллин, Рево Рамазанович (ноябрь 1980 - ноябрь 1983)
- Пластинин, Валерий Викторович (ноябрь 1983 - март 1984)
- Ермакова, Ольга Михайловна (апрель 1984 - январь 1991)
- Галиханов, Флорид Гильмуллинович (январь 1991 - август 1991)

## Здравоохранение
Здоровье жителей района обеспечивают 28 медицинских учреждений. Среди них Республиканская клиническая больница, Детская республиканская клиническая больница, ГУ «Межрегиональный клинико-диагностический центр». Кроме того, в районе есть специализированные медицинские учреждения, такие как Городское специализированное медицинское объединение «Фтизиатрия», Наркологический диспансер.
При Центре социального обслуживания населения существует отделение дневного пребывания пенсионеров и инвалидов, которое предназначено для оказания социальных, бытовых, культурных услуг гражданам пожилого возраста и инвалидам, предоставления им медицинской помощи, организации питания и отдыха, привлечения к посильной трудовой деятельности и поддержания активного образа жизни. Ежемесячно в отделении пребывает 30 человек.

## Культура
В Выставочном центре «Казанская ярмарка» на протяжении всего года проходят различные специализированные и универсальные выставки, самые популярные из которых «Казанский автосалон», «Место встречи — Казань».
В Берёзовой роще посёлка Мирного в конце июня проводится главный городской и республиканский Сабантуй.

## Образование
Структуру дошкольного, школьного и профессионального образования составляют: 42 дошкольных образовательных учреждения, 32 общеобразовательные школы, 4 музыкальных школы, 3 техникума, 3 профессиональных училища, 4 ВУЗа, среди которых Казанский Государственный университет культуры и искусств, Казанский юридический институт МВД РФ, Казанский филиал Челябинского танкового института, Российский исламский институт. В районе широко развит вопрос военно-патриотического воспитания. Особенно хорошо этот вопрос поставлен в гимназиях 40 и 139, школах 24 и 127 и других. Создана комплексная система обучения владения военным оружием и военной техникой.